# Tapinoma opacum
Tapinoma opacum är en myrart som beskrevs av Wheeler och Mann 1914. Tapinoma opacum ingår i släktet Tapinoma och familjen myror. Inga underarter finns listade i Catalogue of Life.